# Dandy (mode)
 For alternative betydninger, se Dandy. (Se også artikler, som begynder med Dandy)
Dandy er et engelsk ord for 'spradebasse', 'laps' eller 'modeløve', altså en let nedsættende betegnelse på en mand, som har overdrevent elegante og moderne klæder og gerne er selvoptaget og ødsel.

## Baggrund og brug
Ordet kom til i 1700-tallet i London og Paris, med lidt forskellige fremtoninger. I London er en dandy en mand fra middelklassen som forsøger at snyde sine omgivelser til at tro at han tilhører aristokratiet med sin klædestil og elegance. En vis overdrivelse i tøjet og i sin opførsel blev sagt at være et typisk kendetegn på en dandy. Dandy blev ofte benyttet synonymt med snob.
Allerede mod slutningen af 1700-tallet anslog dandyen tonen i moden. Et af de vigtigste indslag i en dandys tøjstil var den sorte jaket og høj hat. En rigtig dandy blev karakteriseret af koldblodighed, høvisk næsvished, nonchalance, kold sarkasme, ironi, god smag og elegance.
Joachim Murat (1767–1815), en marschal som var gift med kejser Napoleon 1.s yngre søster Caroline Bonaparte og i 1808 blev udnævnt af Napoleon til konge af Napoli, blev i England omtalt som The Dandy King på grund af hans forkærlighed for pynt og dekorationer.
På engelsk har dandy også betydningen 'finfint', 'toppen'» (hverdagssprog siden cirka 1785 ifølge Dictionary of American slang). Ordet dandy forekommer også i en populær amerikansk folkemelodi fra midten af 1700-tallet - Yankee Doodle Dandy. I 1942 vandt skuespilleren James Cagney en Oscar for sine rolle i filmen med samme navn.

## Eksempler
- Den første kendte dandy var George Bryan Brummell (1778 - 1840), kendt som Beau Brummell. Han var god ven af prinsen af Wales, den senere kong Georg 4. af Storbritannien.
- Jacques d'Adelswärd-Fersen
- Oscar Wilde
- Lord Byron
- Charles Baudelaire
- Andy Warhol
- Gabriele d'Annunzio
- Noël Coward
- Edward Hughes Ball Hughes
- Beau Nash
- The Oxford Wits
- Thomas Raikes
- William B. Travis
- Abraham Valdelomar
- Sebastian Horsley

## Galleri
- Wolfgang Amadeus Mozart (1756-1791), østerrigsk komponist
- Lord Byron (1788-1824), engelsk digter
- Benjamin Disraeli (1804-1881), britisk statsminister
- Charles Baudelaire (1821-1867), fransk digter
- Oscar Wilde (1854-1900), irsk digter
- Andy Warhol (1928–1987), amerikansk kunstikon